# Linda Kash
Linda Kash (Montreal, 17 de janeiro de 1961) é uma atriz e dubladora canadense. Filha da atriz Maureen Forrester, teve diversas participações em seriados como Seinfeld e Everybody Loves Raymond, além de ter atuado em três filmes do personagem Ernest P. Worrell, ao lado de Jim Varney. 
Em 2012, interpretou a socialite Molly Brown na minissérie Titanic. Ela também atuou em uma série de comerciais da Kraft Foods como a anja do queijo Filadélfia da marca. 
Ex-aluna da The Second City, Kash foi casada com Paul O'Sullivan, também ator e ex-aluno da Second City, foi morto em um acidente de carro em 18 de maio de 2012. Juntos, eles tiveram três filhos.